# Геохімічні дослідження свердловин
Геохімічні дослідження свердловин — проводяться з метою виявлення в процесі буріння інтервалів перспективних на насичення вуглеводнями.
Геохімічні дослідження (газовий каротаж) включають відбір газоповітряної суміші на виході промивальної рідини з гирла свердловини і розділення газової суміші на компоненти хроматографом (наприклад, типу «Хромопласт» (ГХ-П001.2М) в інтервалі 1 хвилини.
При аналізі кривих газопоказів видно зони в яких у промивальній рідині міститься нафта. При використанні промивальної рідини на вуглеводневій основі для проведення аналізу та оцінки характеру нафтогазонасичення використовуються показники та коефіцієнти якості газу GQR.